# Sesswick
Sesswick est une communauté du borough de comté de Wrexham, au pays de Galles.

## Géographie
La communauté rurale de Sesswick s'étend à 6 km au sud-est du centre-ville de Wrexham. Elle se compose du village de Cross Lanes, au carrefour des routes A525 (en) et B5130, et de hameaux et fermes isolées.

## Démographie
Au recensement de 2011, la communauté de Sesswick comptait 609 habitants.